# Kliniken des Landkreises Neustadt a. d. Aisch - Bad Windsheim

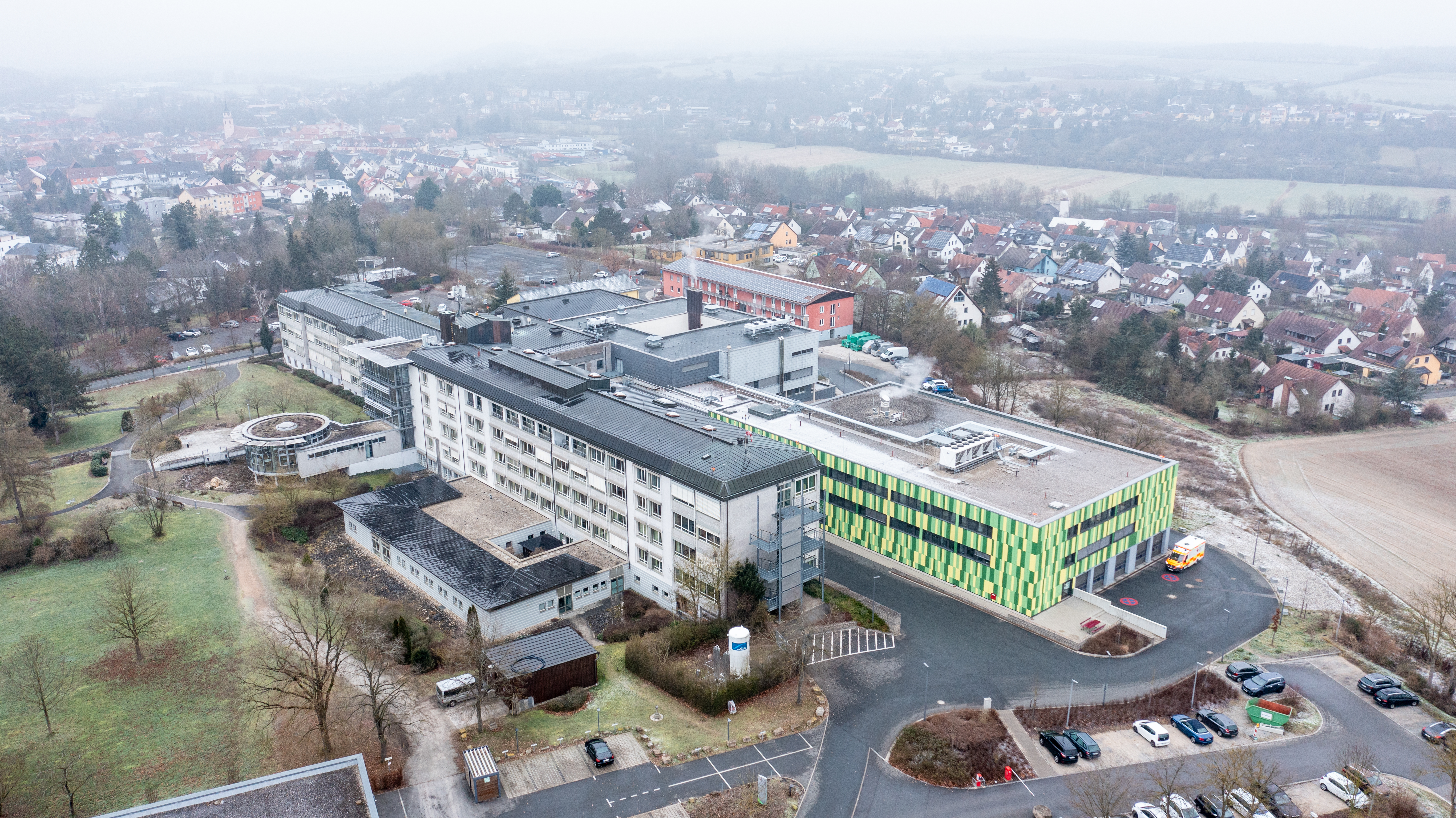
Klinikum Neustadt a. d. Aisch, Dez 2024

Die Kliniken des Landkreises Neustadt a. d. Aisch – Bad Windsheim (Eigenbezeichnung teilweise Kliniken des Landkreises Neustadt a.d.Aisch) sind ein Kommunalunternehmen des Landkreises Neustadt a.d.Aisch-Bad Windsheim, das in Neustadt an der Aisch und Bad Windsheim zwei Krankenhäuser der Versorgungsstufe I (Grund- und Regelversorgung) mit zusammen 316 Planbetten betreibt. Darüber hinaus ist es Träger des Zentrums für Pflegeberufe in Scheinfeld sowie von acht medizinischen Versorgungszentren in Neustadt a. d. Aisch, Bad Windsheim und Uffenheim. Bis 2013 bestand in Uffenheim ebenfalls ein Krankenhaus.

## Klinik Neustadt a. d. Aisch
Die Klinik Neustadt a. d. Aisch ist ein Krankenhaus der Versorgungsstufe I mit 181 Planbetten. Sie verfügt über folgende Abteilungen:
- Innere Medizin – Schwerpunkte Kardiologie, Gastroenterologie, Diabetologie
- Orthopädie, Unfall- und Handchirurgie
- Allgemein-, Viszeral- und Gefäßchirurgie
- Gynäkologie und Geburtshilfe
- Anästhesie
- Belegabteilung Hals-Nasen-Ohrenheilkunde
- Belegabteilung Urologie

Das Krankenhaus verfügt über 5 Operationssäle, 12 Intensivbetten, 12 Intermediate-Care-Betten, einen Hubschrauberlandeplatz, eine telemedizinisch vernetzte Schlaganfalleinheit, eine Chest-Pain-Unit, und eine Zertifizierung als lokales Traumazentrum.
Auf dem Klinikgelände, jedoch nicht in Trägerschaft des Kommunalunternehmens, befinden außerdem eine Tagesklinik für Psychiatrie, Psychotherapie und Psychosomatik sowie eine Psychiatrische Institutsambulanz der Bezirkskliniken Mittelfranken, eine Apotheke, eine Bereitschaftspraxis der Kassenärztlichen Vereinigung Bayerns, Arztpraxen für Allgemeinmedizin, Kieferchirurgie und Urologie, eine Dialysepraxis, eine Praxis für Ergotherapie und Logopädie sowie eine Rettungswache des Bayerischen Roten Kreuzes.

### Geschichte
Die stationäre Krankenversorgung in Neustadt a. d. Aisch wurde ab 1892 im Alten Schloss durch niedergelassene Ärzte sichergestellt. Am 12. Mai 1958 wurde die heutige Klinik Neustadt a.d.Aisch als Kreisklinik des Altlandkreises Neustadt a.d.Aisch mit 124 Betten eröffnet. Seitdem erfolgten kontinuierliche Erweiterungen, z. B. um einen zweiten Bettentrakt mit einer annähernden Verdoppelung der Bettenzahl 1966, ein Herzkatheterlabor 1986 und zuletzt den Neubau der Notaufnahme und Intensivstation 2021.

## Klinik Bad Windsheim

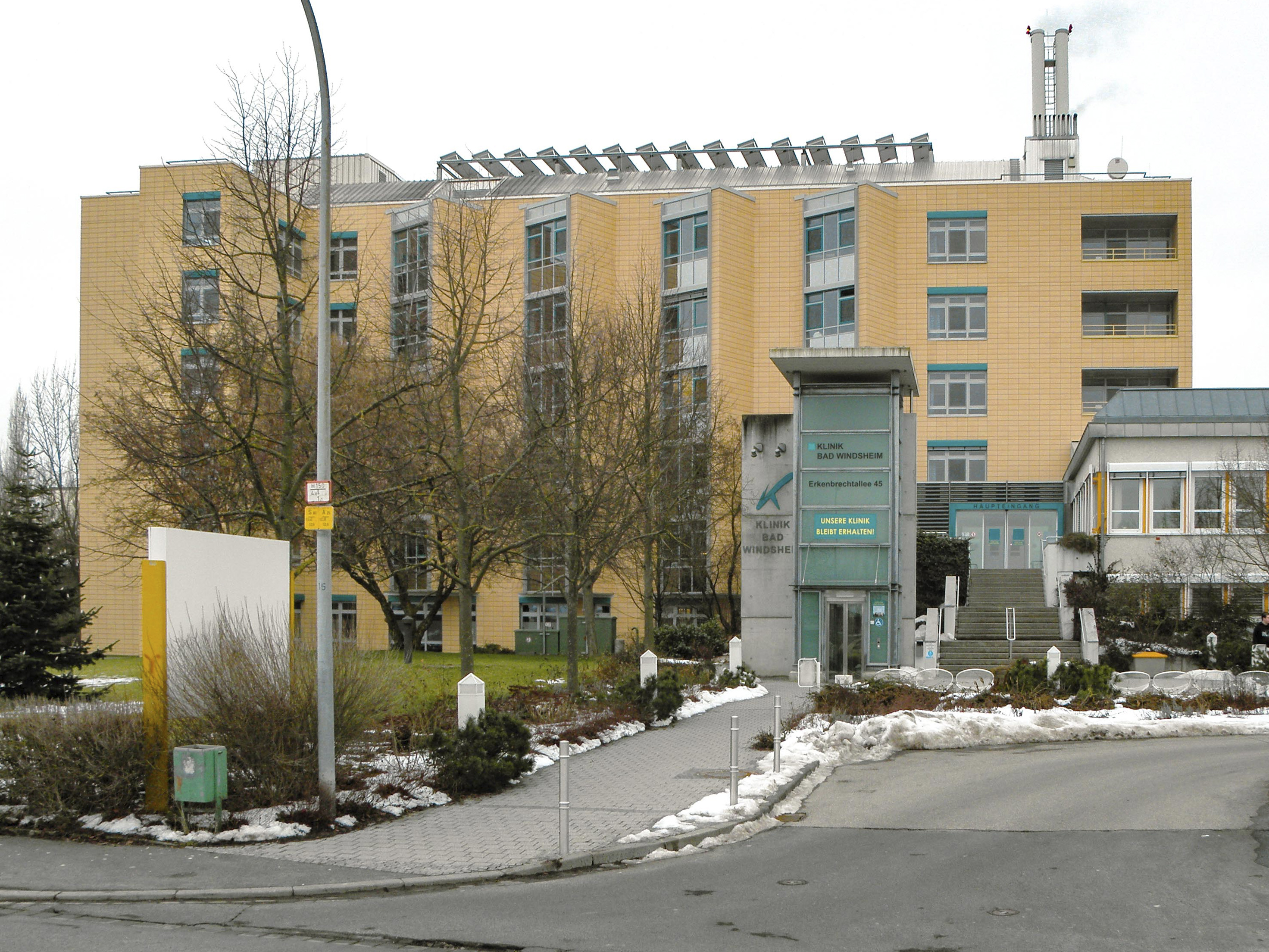
Klinik Bad Windsheim

Die Klinik Bad Windsheim ist ein Krankenhaus der Versorgungsstufe I mit 135 Planbetten. Sie verfügt über folgende Abteilungen:
- Unfallchirurgie und Orthopädie – Schwerpunkt Endoprothetik
- Innere Medizin – Schwerpunkt Akutgeriatrie
- Geriatrische Rehabilitation
- Anästhesie
- Belegabteilung Wirbelsäulenchirurgie
- Belegabteilung Allgemeinchirurgie
- Belegabteilung Rheumatologie
- Belegabteilung Hals-Nasen-Ohren-Heilkunde

Das Klinikum verfügt über 4 Operationssäle, eine Überwachungsstation und einen Hubschrauberlandeplatz. Im Gebäude der Klinik Bad Windsheim befindet sich außerdem die Küche für beide Kliniken des Landkreises.

### Geschichte
Das erste Krankenhaus Bad Windsheims wurde 1816 mit 35 Betten in der Hospitalgasse errichtet. Träger war bis zur Schließung 1971 die städtische Hospitalstiftung. Am 29. April 1971 wurde durch den Altlandkreis Uffenheim die heutige Klinik Bad Windsheim als Stiftsklinik Augustinum in Trägerschaft des Collegium Augustinum München mit 184 Betten eröffnet. 2000 übernahm der Landkreis Neustadt a.d.Aisch-Bad Windsheim das Krankenhaus. Zuletzt erfolgte 2021 der Abriss des Schwesternwohnheims zu Gunsten eines neuen OP-Trakts mit vier Operationssälen.

## Klinik Uffenheim (bis 2013)
Bis 2013 betrieb der Landkreis in Uffenheim ein drittes Krankenhaus der Grund- und Regelversorgung mit zuletzt 80 Betten in den Abteilungen Innere Medizin und Chirurgie. Es wurde am 8. Oktober 1885 als Distriktkrankenhaus eröffnet, in den folgenden 100 Jahren aber nur unzureichend an die modernen medizinischen Anforderungen angepasst: Es verfügte 1980 nur über ein Bad, eine Dusche, zwei Toiletten pro Station und zwei kleine Untersuchungszimmer. Arzt- oder Schwesternzimmer gab es nicht. 1981 übernahm das Collegium Augustinum das Haus vom Landkreis und modernisierte es ab 1987 grundlegend. Zum 1. Juli 1991 ging es wieder in die Trägerschaft des Kreises über. 2013 wurde es geschlossen, das Gebäude wurde an die Heiligenfeld Kliniken verkauft, die dort seitdem eine Fachklinik für psychosomatische Medizin und Psychotherapie betreiben.